# Стёжка, Артём Юрьевич
Артём Юрьевич Стежка (6 июня 1989, Магнитогорск, Челябинская область, СССР) — российский футболист.

## Карьера
Воспитанник ДЮСШ-4 г. Магнитогорск. Отец Юрий был футболистом и на протяжении многих лет защищал ворота магнитогорского «Металлурга». В 2007 году отец и сын играли вместе в команде «ТЕКС» (Ивантеевка), выступавшей на КФК.
Позднее попал в систему подмосковного «Сатурна». Один сезон выступал за вторую команду. Затем в течение некоторого времени играл в нескольких командах из Второго российского дивизиона.
В 2014 году играл в высшей лиге Литвы за клуб «Банга» Гаргждай. Остальное время играл за команды III российского дивизиона.